# Weedville (Alabama)
Weed Crossroad, también conocido como Weed o Weedville, es una comunidad no incorporada en el condado de Crenshaw, Alabama, Estados Unidos. Se ubica sobre la Ruta estatal 141 a 5,1 millas (8,2 km) al sur-sureste de Brantley.